# Cierachouka (stacja kolejowa)
Cierachouka (biał. Церахоўка, ros. Тереховка) – stacja kolejowa w miejscowości Cierachouka, w rejonie dobruskim, w obwodzie homelskim, na Białorusi. Położona jest na linii Bachmacz - Homel. Jest to pierwsza białoruska stacja kolejowa na tej linii od granicy z Ukrainą.
Na stacji rozpoczyna się ślepa linia do Kruhawca-Kalinina.

## Historia
Stacja powstała w XIX w. na linii Kolei Libawsko-Romieńskiej pomiędzy stacjami Ziabrówka i Chorobicze.